# Krškany
Krškany (ungarisch Kereskény) ist eine slowakische Gemeinde im Bezirk Levice.

## Geschichte
Die Siedlung wurde erstmals 1242 urkundlich erwähnt. Laut Urbarium von 1767 gehörte die Siedlung den Adelsgeschlechtern Disznóssy, Agardy, Horváthy, Pomothy, Zmeskál, Paulik und Krsák. Die heutige Gemeinde entstand 1960 aus den Orten Malé Krškany und Veľké Krškany.

## Bevölkerung
| Jahr                | 1994 | 2004    | 2014    | 2024     |
| ------------------- | ---- | ------- | ------- | -------- |
| Anzahl der Personen | 769  | 730     | 749     | 830      |
| Unterschied         |      | −5,07 % | +2,60 % | +10,81 % |

| Jahr                | 2023 | 2024    |
| ------------------- | ---- | ------- |
| Anzahl der Personen | 815  | 830     |
| Unterschied         |      | +1,84 % |